# Karlshamns sockerbruk
Karlshamns sockerbruk var ett sockerbruk i Karlshamn som var i drift mellan 1895 och 1953.
Sockerbruket inrättades i den spritfabrik som industrimannen Lars Olsson Smith hade anlagt på västra kajen i Karlshamn 1884. Fabriken förädlade ryskt råbrännvin till finsprit för export till Spanien med god förtjänst. År 1888 införde spanska staten dock en konsumtionsskatt på alkohol som  drabbade företaget hårt. Personalen  sades upp och Carlshamns spritförädlings ab stängdes.
Sonen Otto Smith, som från 1886 ingick i spritfabrikens styrelsen, utmanövrerade fadern och blev VD för fabriken 1889. Han deltog i rekonstruktionen av företaget och medverkade till att anläggningen i Karlshamn byggdes om till ett råsockerbruk. Ombyggnationen inleddes 1892 och tre år senare kunde de första sockerbetorna tas emot. Anläggningarna övertogs av sockerbruksbolaget 1898 och var i drift till 1953 då produktionen av socker upphörde och verksamheten lades ned.
Innan Mörbylånga sockerbruk byggdes 1907 transporterades sockerbetor från Öland till Karlshamn för förädling. När sockerbruket i Karlshamn lades ned skickades betorna från östra Blekinge istället till Öland och Mörbylånga med tågfärjan S/S Betula.
Efter nedläggningen övertogs fabriken av Karlshamns AB. Sockerbruksbyggnaden är klassad som industriell byggnadsminne och måste  bevaras.